# Dagmar Wünsch
Dagmar Wünsch (geboren 1954) ist eine deutsche Juristin, ehemalige Richterin und Vizepräsidentin des Oberverwaltungsgerichts Rheinland-Pfalz. Von 2012 bis zu ihrer Pensionierung 2020 war sie berufsrichterliches Mitglied des Verfassungsgerichtshofs Rheinland-Pfalz.

## Beruflicher Werdegang
Dagmar Wünsch studierte Rechtswissenschaften an den Universitäten Bonn, Freiburg und Mainz. Sie beendete das Studium mit der Ersten Juristischen Staatsprüfung. Nach dem Rechtsreferendariat absolvierte sie die Zweite Juristische Staatsprüfung und trat 1981 in den richterlichen Dienst beim Verwaltungsgericht Koblenz ein.
1993 wurde sie zur Richterin am Oberverwaltungsgericht Rheinland-Pfalz in Koblenz ernannt. 1999 folgte ihre Beförderung zur Vorsitzenden Richterin am Oberverwaltungsgericht, wo sie weiterhin den vor allem für das Ausländer-, Polizei- und Versammlungsrecht zuständigen 7. Senat leitete. Sie war damit die erste Frau, die am Oberverwaltungsgericht Koblenz einen Senatsvorsitz innehatte. Zusätzlich war sie auch Vorsitzende des Fachsenats für Entscheidungen über die Rechtmäßigkeit der behördlichen Verweigerung der Vorlage von Akten in verwaltungsgerichtlichen Verfahren. Außerdem war sie Vorsitzende des Landesberufsgerichts für Heilberufe, das beim Oberverwaltungsgericht angesiedelt war.
Am 7. November 2012 wählte der Landtag Dagmar Wünsch einstimmig zur Richterin am Verfassungsgerichtshof Rheinland-Pfalz. Ihre Amtszeit als berufsrichterliches Mitglied begann am 7. Februar 2013 und dauerte sechs Jahre.
Mit Wirkung vom 1. Januar 2016 wurde Dagmar Wünsch zur Vizepräsidentin des Oberverwaltungsgerichts Koblenz ernannt. Damit wurde sie kraft Amtes auch ständige Vertreterin des Präsidenten des Verfassungsgerichtshofs.
Ende Januar 2020 trat die Juristin in den Ruhestand.

## Verfahren
Aufsehen erregte 2012 ein Verfahren, in dem es um die Frage ging, ob Polizeibeamte bei Stichprobenkontrollen gezielt Menschen mit dunkler Hautfarbe ansprechen dürfen. Die Kammer am Oberverwaltungsgericht Koblenz unter dem Vorsitz von Dagmar Wünsch urteilte, dass das nicht zulässig sei. Wenn eine schwarze Hautfarbe für Polizisten das einzige oder ausschlaggebende Kriterium für eine Personenkontrolle darstelle, so verstoße das gegen das im Grundgesetz verankerte Diskriminierungsverbot. Menschenrechtsorganisationen begrüßten das Urteil, Vertreter der Polizei äußerten Kritik.

## Engagement
Dagmar Wünsch engagierte sich viele Jahre lang in der Gerichtsverwaltung,  als  Mediatorin  sowie  bei  den  Auslandskontakten  der  rheinland-pfälzischen Verwaltungsgerichtsbarkeit, etwa beim Aufbau rechtsstaatlicher Verwaltungsgerichtsstrukturen in der Ukraine.

## Privatleben
Dagmar Wünsch ist verheiratet und Mutter zweier erwachsener Söhne. Sie wohnt in Koblenz.

## Publikationen (Auswahl)
Nine/Eleven: Der 11. September und seine Folgen – die schwierige Balance zwischen Sicherheit und Freiheit. In: Der Präsident des Verfassungsgerichtshofs und des Oberverwaltungsgerichts Rheinland-Pfalz (Hrsg.): 60 Jahre Rheinland-PfalzVerfassungs- und Verwaltungsgerichtsbarkeit heute. 2016, S. 31–34.